# Lydie Polfer

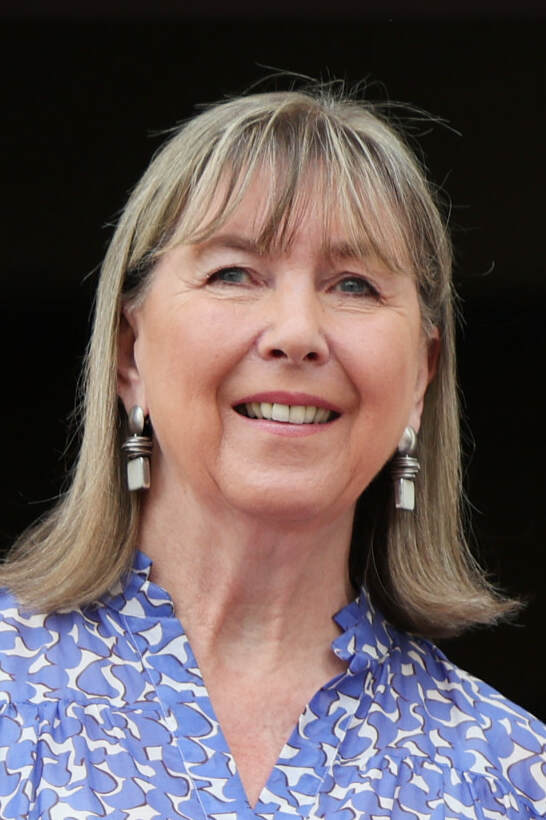
Lydie Polfer (2022)

Lydie Polfer (Luxemburg, 22 november 1952) is een Luxemburgs politica. Sinds 2013 is zij burgemeester van Luxemburg-Stad, een ambt dat zij tussen 1982 en 1999 ook al vervulde.

## Achtergrond, opleiding en vroege carrière
Polfer is de dochter van Camille Polfer, die van 1980 tot 1981 burgemeester van Luxemburg-Stad was geweest. Polfer volgde onderwijs aan het Robert Schumann-gymnasium in Luxemburg-Stad en studeerde daarna van 1972 tot 1976 rechten aan een universiteit in Grenoble. Aansluitend studeerde ze Europese integratie aan het Universiteitsinstituut voor Europese en Internationale Studies in Grenoble. Nadien vestigde ze zich als advocaat in Luxemburg-Stad.

## Politieke carrière
Polfer besloot in 1979 om de politiek in te gaan voor de liberale Demokratesch Partei (Democratische Partij). Ze werd in 1979 voor de DP in de Kamer van Afgevaardigden (het Luxemburgs parlement) gekozen. In 1984, 1989, 1994 en in 1999 werd ze herkozen.

### Burgemeester van Luxemburg-Stad
Polfer volgde in 1982 haar vader, Camille Polfer, op als burgemeester van Luxemburg-Stad. Ruim 17 jaar, tot 1999, bekleedde Polfer dit ambt. In 2013 keerde ze terug en begon ze aan een tweede periode als burgemeester van de liberale hoofdstad.
Tussen 1984 en 1994 was ze voor de DP lid van het Europees Parlement. Van 1994 tot 2004 was ze voorzitster van de DP.

### Vicepremier van Luxemburg
Na de voor de DP succesvol verlopen parlementsverkiezingen van 13 juni 1999 werd Polfer vicepremier in de regering-Juncker-Polfer
onder leiding van premier Jean-Claude Juncker (CSV). Daarnaast werd ze minister van Buitenlandse Zaken, Buitenlandse Handel, Wetgeving en Wetshervorming.
Na de voor de DP ongunstig verlopen parlementsverkiezingen van 13 juni 2004 (een terugval van 15 naar 10 zetels in de 60 zetels tellende Kamer van Afgevaardigden) kwam er een eind aan Polfers ministerschap: de DP werd als coalitiepartner van de CSV vervangen door de Luxemburgse Socialistische Arbeiderspartij van Jean Asselborn.
In 2004 werd Polfer opnieuw tot lid van het Europees Parlement gekozen (ELDR).

## Privé
Polfer is getrouwd met Hubert Wurth, die tussen 1998 en 2003 de Luxemburgse vertegenwoordiger bij de Verenigde Naties was. Het echtpaar heeft één dochter.